# アウハディー・マラーギー

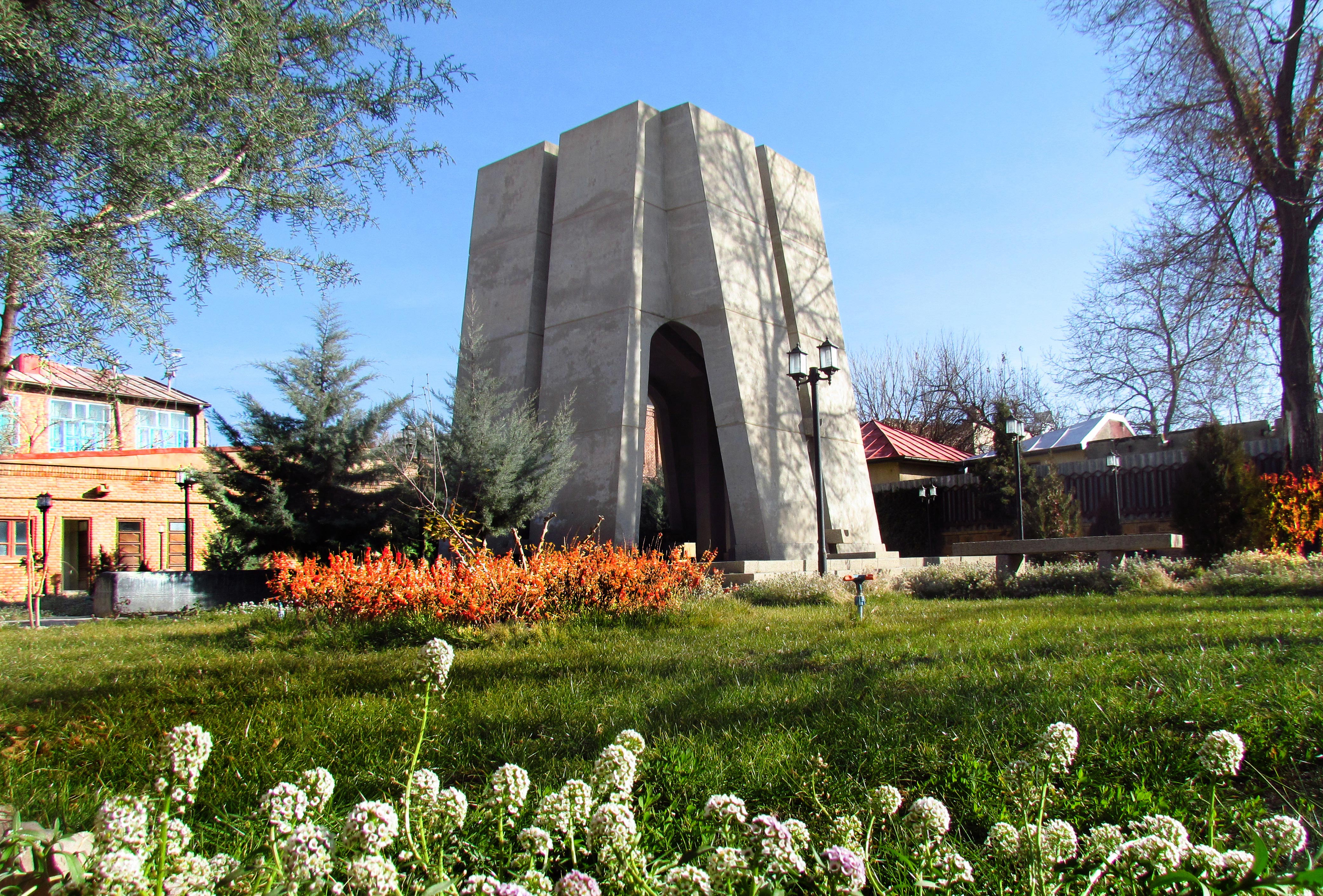
マラーゲにあるアウハディーの墓廟

アウハディー・マラーギー（ペルシア語: ‌اوحدی مراغی Awḥadī Marāghī, اوحدی مراغه‌ای  Awḥadī Marāgha'ī 、生没年 1274年頃 - 1338年）はイルハン朝第9代君主アブー・サイード・バハードゥル・ハンの時代に活躍したスーフィー詩人。フルネームはアウハドゥッディーン（もしくはルクヌッディーン）・イブン・フサイン・イスファハーニー Awḥad al-Dīn (or Rukn al-Dīn) b. Ḥusayn Iṣfahānī 。
現在のイラン北西部、東アーザルバーイジャーン州のマラーガ（マラーゲ）に居住しそこで死去したため、通例、「マラーギー」 Marāghī（マラーガイー Marāgha'ī）と呼ばれるが、彼の父フサインがイスファハーンの出身でアウハディー自身もイスファハーンで生まれ生涯の多くをそこで暮らしているため、アウハディー・イスファハーニー Awḥadī Iṣfahānī とも呼ばれている。また、彼の尊称もアウハドゥッディーン اوحد الدين Awḥad al-Dīn 、もしくはルクヌッディーン ركن الدين Rukn al-Dīn が用いられている。

## 生涯
アウハディーの代表作『ジャムの酒杯（Jām-i jam）』の一節で述べられているところよると、彼はヒジュラ暦673年（1274年）頃にイスファハーンで出生し、十代後半までその地で過ごしていたという。1290年代初頭から各地を遊歴していたようで、バスラ、バグダード、ダマスクス、スルターニーヤ、カルバラー、クーファ、ナジャフ、クム、ハマダーンといった諸都市を巡ったという。また、『ジャムの酒杯』によれば一時期メッカにも居住していたという。
アウハディーは当初「サーフィー」（Ṣāfī）という筆名を用いていたが、程なく「アウハディー」に代えている。ティムール朝後期の詩人ダウラトシャー・サマルカンディー Dawlat-Shāh Samarqandī（1508年没） の『詩人伝』（ تذكرة الشعراء Tadhkira al-Shuʿarā' ）などによれば、13世紀前半の有名なスーフィー詩人アウハドゥッディーン・キルマーニー Awḥad al-Dīn Abū Ḥamīd al-Kirmānī :en （1238年没）の作品に深く傾倒したため、キルマーニーの「アウハドゥッディーン」という尊称に因み改ねたのだという。
1306年、三十代半ばでマラーガに居を構えてそこで生活するようになったが、マラーガの北１日行程にありイルハン朝の宮廷があったタブリーズにもしばしば赴いていた。アウハディーの活躍していた時期はアブー・サイード・ハンの治世（在位1316年 - 1335年）と時期が重なっており、イルハン朝後期、特にアブー・サイード時代を代表する詩人のひとりであった。1338年4月6日、マラーガで死去した。死去の後に墓廟が建設され現在に至っている。

## 作品
- 『詩集』（ديوان  Dīwān）

アウハディーの作品の多くは『詩集』 Dīwān（『アウハディー詩集』Dīwān-i Awḥadī Marāghī）に約8,000句載録されている。録されている詩の種類については、カスィーダ詩（qaṣīda 頌詩）、ガザル詩(ghazal 抒情詩)、
、タルジーウ・バンド詩（tarjīʿ-band 連歌の一種）、ルバーイー詩（四行詩）からなっている。特にカスィーダ詩についてはアブー・サイード・ハンとその宰相（ワズィール）でラシードゥッディーンの息子ギヤースッディーン Ghiyāth al-Dīn Muḥammad b. Rashīd al-Dīn Faḍl Allāh に献呈されたものが多くを占めている。それ以外の詩は主にスーフィズムや道徳倫理、宗教的主題を歌ったものである。『詩集』中のアウハディーの傑作は挽歌であるマルスィーヤ詩（marthīya）やガザル詩で多く見られ、二世代程後にファールス地方のムザッファル朝で活躍しガザル詩の名手として名を残したシャムスッディーン・ムハンマド・ハーフィズ（1325年 - 1389年）の出現を予感させる作風である。
- 『恋人たちの会議』（ مَنطق العُشّاق Mantiq al-ʿUshshāq）

『十の書』（ ده نامه Dah-Nāma）とも呼ばれる。アウハディーは『詩集』の他にマスナヴィー詩形式の物語詩を２篇著しているが、そのうちのひとつが後述の『ジャムの酒杯』とこの『恋人たちの会議』である。『恋人たちの会議』は男女の恋人たちの間で繰り返し交わされた数篇の恋文からなる作品である。ナスィールッディーン・トゥースィーの孫ワジーフッディーン・ユースフ Wajīh al-Dīn Yūsuf b. Ḥasan b. Khwāja Naṣīr al-Dīn al-Ṭūsī のために書かれた作品で、514対句からなり1308年に完成した。
- 『ジャムの酒杯』（ جامِ جم Jām-i Jam）

『世界を見るものの酒杯』（ جامِ جهانبين Jām-i Jahān-bīn）とも呼ばれる。アウハディーの代表作である。12世紀半ばの代表的なスーフィー詩人サナーイーの『真理の園』（ حديقة الحقيقة Ḥadīqa al-Ḥaqīqa）に倣って著された作品で、1333年に完成しアブー・サイード・ハンに献呈された。4,560対句からなるマスナヴィー詩でスーフィズムの専門的な著作であるが、社会や道徳・倫理、教育問題に関する事柄など包括的なテーマが取り扱われており、アウハディーの代表作、最高傑作と評されている。
上記のダウラトシャーの『詩人伝』によれば、『ジャムの酒杯』が完成した当時は一ヶ月に写字生400人が書写していた程の人気で、分量が少なかったにもかかわらず十全な値段で売り買いされていたといい、多くの才能ある人々によって尊重されていたという。しかし、ダウラトシャーの生きた15世紀後半にはすっかり忘れ去られていたようで、「当代ではその（写本の）1葉すら見捨てられている。まことにその1葉は（スーフィズムの）道における諸々の儀礼（ādāb-i ṭarīqat）にとって賞讃に値する1葉であるのに」と嘆いている。
この題名の由来となっている Jām-i Jam とは、「ジャム（Jam）」 すなわち古代イランの伝説の王ジャムシード（Jamshīd）が所有していたという神秘の器物のことで、「世界を見るもの（Jahān-bīn）」という別称があるようにその器物を用いれば居ながらにして世界の全てのことを映し出し、あるいは見通す事が出来たと言われている。多くの伝承では酒杯の形をしていたといい、液体などを注ぐとその人物の望むままにあらゆる景色を映し出したという。

1960年代にイランの文学研究者サイード・ナフィースィー Saʿīd Nafīsī がアウハディー全集の校訂本を刊行しているが、それによると『詩集』『恋人たちの会議』『ジャムの酒杯』を合わせると全部で14,740対句（bayt）になる。以下はナフィースィー換算の各作品の対句数である。
- カスィーダ詩（qaṣīda） - 1,032対句
- タルキーブ詩（tarkīb） - 79対句
- タルジーウ詩（tarjīʿ） - 313対句
- ムラッバウ詩（murabbaʿ） - 28対句
- タルキーブ詩（tarkīb） - 79対句
- ガザル詩（ghazal） - 7,806対句
- イスファハーン方言詩（bi-zabān-i Iṣfahānī） - 36対句
- ルバーイー詩（rubāʿiy） - 350対句
- 『恋人たちの会議』（Mantiq al-ʿUshshāq） - 514対句
- 『ジャムの酒杯』（Jām-i Jam） - 4,571対句[7]